# Tvos
Tvos (i marknadsföring skrivet tvOS) är ett operativsystem utvecklat av Apple för den fjärde generationen av Apple TV.